# Cardionema

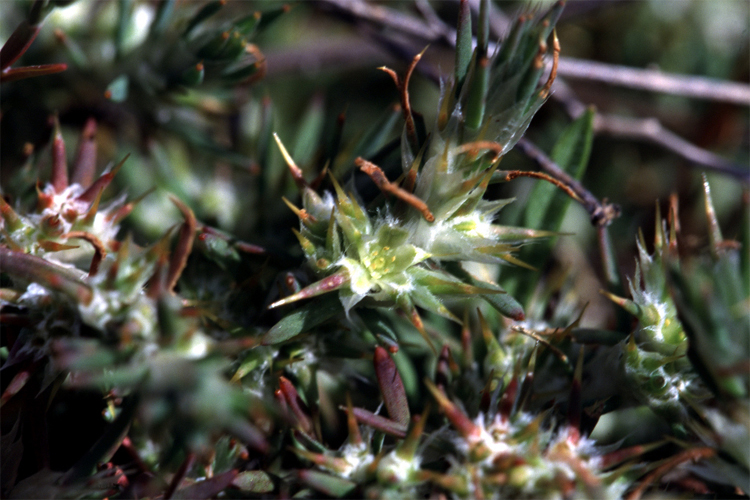
Kwitnący okaz Cardionema ramosissimum

Cardionema – rodzaj roślin jednorocznych, dwuletnich lub rzadziej bylin z rodziny goździkowatych (Caryophyllaceae). Należy tu 6 gatunków występujących na pacyficznych wybrzeżach Ameryki Północnej i Południowej.

## Morfologia
Byliny o silnie rozgałęzionych pędach. Liście naprzeciwległe, z dwoma przylistkami w każdym węźle. Liście szydlaste lub igłowate, 1-żyłkowe. Kwiaty wyrastają po 1-3 w kątach liści, drobne, siedzące. Działek 5, zielonych, na brzegu białawych, do 2,8 mm długości, na szczycie szydlasto zaostrzonych, pręcików 3-5, prątniczków 5. Szyjek słupka 2. Torebki cylindryczne lub owalne. 

## Systematyka
Pozycja według APweb (aktualizowany system APG IV z 2016)
Należy do rodziny goździkowatych (Caryophyllaceae), rzędu goździkowców (Caryophyllales) w obrębie dwuliściennych właściwych. W obrębie goździkowatych należy do podrodziny Paronychioideae  plemienia Paronychieae.
Wykaz gatunków
- Cardionema andina (Phil.) A.Nelson & J.F.Macbr.
- Cardionema burkartii Subils
- Cardionema camphorosmoides (Cambess.) A.Nelson & J.F.Macbr.
- Cardionema congesta (Benth.) A.Nelson & J.F.Macbr.
- Cardionema kurtzii Subils
- Cardionema ramosissima (Weinm.) A. Nelson & J.F. Macbr.